# Andy Whitfield
Andy Whitfield (Amlwch, 17 ottobre 1971 – Sydney, 11 settembre 2011) è stato un attore e modello britannico naturalizzato australiano.

## Biografia
Nel 1971 nasce in Galles da Robert e Pat Whitfield. Nel 1999 si trasferisce in Australia. Prima di decidere di intraprendere l'attività di attore ha lavorato per diverso tempo come ingegnere. Ha studiato recitazione alla Screenwise Film & TV School for Actors di Sydney e ha lavorato come modello, partecipando a circa quaranta campagne pubblicitarie tra Europa e Asia.
Esordisce come attore in un episodio della serie televisiva All Saints, successivamente ottiene il ruolo principale nel film Gabriel - La furia degli angeli. La sua carriera continua con diversi lavori televisivi, in serie come The Strip, Packed to the Rafters e Le sorelle McLeod.
Nel 2010 acquista popolarità grazie alla serie televisiva del canale Starz Spartacus, in cui interpreta il ruolo di un guerriero trace catturato dalle legioni romane e trasformato in seguito in gladiatore: Spartaco, il leggendario schiavo che sfida la Repubblica romana. È il protagonista della prima stagione Spartacus - Sangue e Sabbia, ma al termine di questa si vede costretto ad abbandonare le riprese a causa di un linfoma non Hodgkin. Mentre Andy è in cura viene girato il prequel Spartacus - Gli dei dell'arena, nella speranza che l'attore superi la malattia in vista della seconda stagione Spartacus - La Vendetta. La malattia ha purtroppo la meglio e Andy viene sostituito da Liam McIntyre nel ruolo di Spartacus in Spartacus - La Vendetta.
Andy Whitfield è anche protagonista di Time Crisis, un cortometraggio d'azione diretto e interpretato da Freddie Wong, basato sull'omonimo videogioco.

### Morte
Nel marzo del 2010 si sottopone ad esami medici perché avverte dolori diffusi in tutto il corpo. Dopo la fine delle riprese della prima stagione di Spartacus gli viene diagnosticato un linfoma non Hodgkin. L'attore si sottopone immediatamente alle cure necessarie, interrompendo le riprese della serie che lo aveva reso famoso. Nel giugno 2010 dichiara di essere guarito dal tumore, ma nel settembre dello stesso anno ha una ricaduta, abbandonando definitivamente il ruolo di Spartacus nella serie TV omonima. Dopo 18 mesi di malattia, Andy muore a Sydney l'11 settembre  2011. L'attore lascia la moglie Vashti e due figli. La storia della sua coraggiosa lotta per la vita durante l'ultimo anno è raccontata nel documentario Be here now, diffuso in Italia da Netflix nel marzo 2017.

## Filmografia

### Attore

#### Cinema
- Gabriel - La furia degli angeli (Gabriel), regia di Shane Abbess (2007)
- The Clinic - La clinica dei misteri (The Clinic), regia di James Rabbitts (2010)
- Be Here Now - La storia di Andy Whitfield (Be Here Now), regia di Lilibet Foster (2015)

#### Televisione
- All Saints – serie TV, 1 episodio (2004)
- The Strip – serie TV, 2 episodi (2008)
- Packed to the Rafters – serie TV, 1 episodio (2008)
- Le sorelle McLeod (McLeod's Daughters) – serie TV, 1 episodio (2008)
- Spartacus – serie TV, 13 episodi (2010)
- Spartacus - Gli dei dell'arena (Spartacus: Gods of the Arena) - miniserie TV, 2 episodi (2011)

### Doppiaggio
- Spartacus - Gli dei dell'arena (Spartacus: Gods of the Arena) – miniserie TV, 1 puntata (2011)

## Doppiatori italiani
Nelle versioni in italiano delle opere in cui ha recitato, Andy Whitfield è stato doppiato da:
- Fabio Boccanera in Spartacus e Spartacus - Gli dei dell'arena
- Riccardo Rossi in Gabriel - La furia degli angeli